# Polylepion russelli
Polylepion russelli là một loài cá biển thuộc chi Polylepion trong họ Cá bàng chài. Loài cá này được mô tả lần đầu tiên vào năm 1975.

## Phân loại
Ban đầu, P. russelli được xếp vào chi Bodianus, nhưng sau đó đã được chuyển sang chi Polylepion. Mẫu gốc được thu thập ở ngoài khơi đảo Oahu (quần đảo Hawaii).

## Từ nguyên
Danh pháp của loài cá này được đặt theo tên của Peter E. Russell, người đã thu thập mẫu gốc và gửi nó đến Bảo tàng Bishop ở Hawaii.

## Phạm vi phân bố và môi trường sống
P. russelli có phạm vi phân bố rải rác ở Ấn Độ Dương - Thái Bình Dương. Loài này đã được ghi nhận tại những vị trí sau: quần đảo Ryukyu (Nhật Bản); quần đảo Mariana (bao gồm cả Guam); quần đảo Hawaii và đảo Johnston; Samoa thuộc Mỹ; quần đảo Société. Năm 2013, P. russelli được phát hiện ở Réunion, mở rộng phạm vi của loài này đến Ấn Độ Dương.
P. russelli sống gần các rạn san hô ở vùng nước khá sâu, được ghi nhận trong khoảng từ 100 đến 353 m.

## Mô tả
Chiều dài cơ thể tối đa được ghi nhận ở P. russelli là 25 cm. Màu sắc khi còn sống của loài này được cho là giống với Sagittalarva inornata ở Đông Nam Thái Bình Dương: cơ thể màu đỏ hồng với các dải sọc vàng. Chúng khác nhau ở điểm, P. russelli có tới 3 dải sọc ngang màu vàng ở hai bên thân, trong khi S. inornata chỉ có 2 dải. Cá con (khoảng 10 cm) có một đốm đen viền trắng nổi bật ở gốc trên của vây đuôi; ở cá thể trưởng thành, đốm này có màu đỏ và mờ dần theo độ tuổi (tương tự với loài họ hàng gần nhất của nó, Polylepion cruentum).
Số gai ở vây lưng: 11; Số tia vây ở vây lưng: 11; Số gai ở vây hậu môn: 3; Số tia vây ở vây hậu môn: 12; Số tia vây ở vây ngực: 18.